# Castello di Brežice
Il castello di Brežice (in sloveno Grad Brežice, in tedesco: Schloss Rann) è un castello del XVI secolo situato a Brežice, nella Slovenia, sudorientale.

## Storia

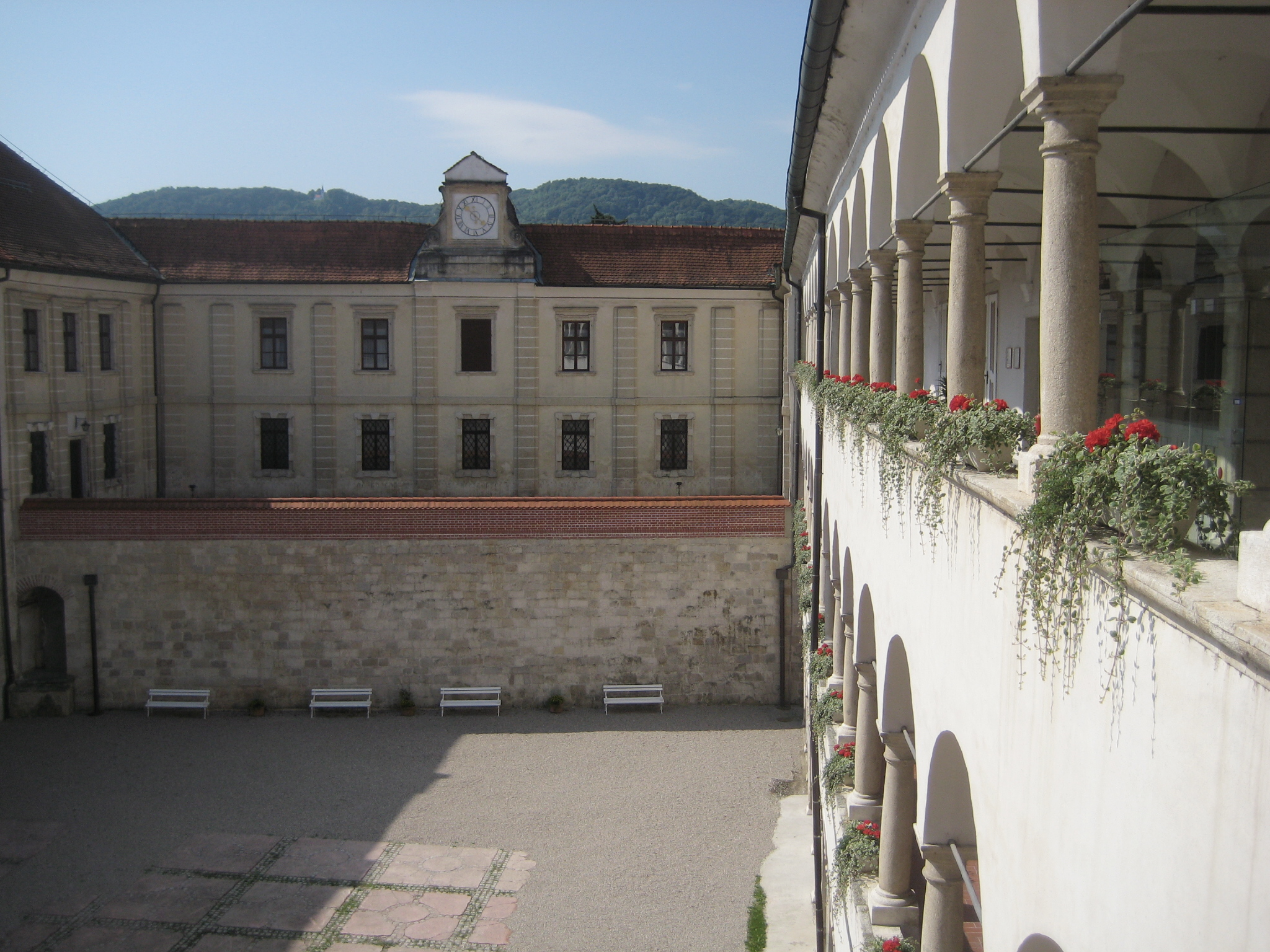
Corte interna del castello di Brežice.

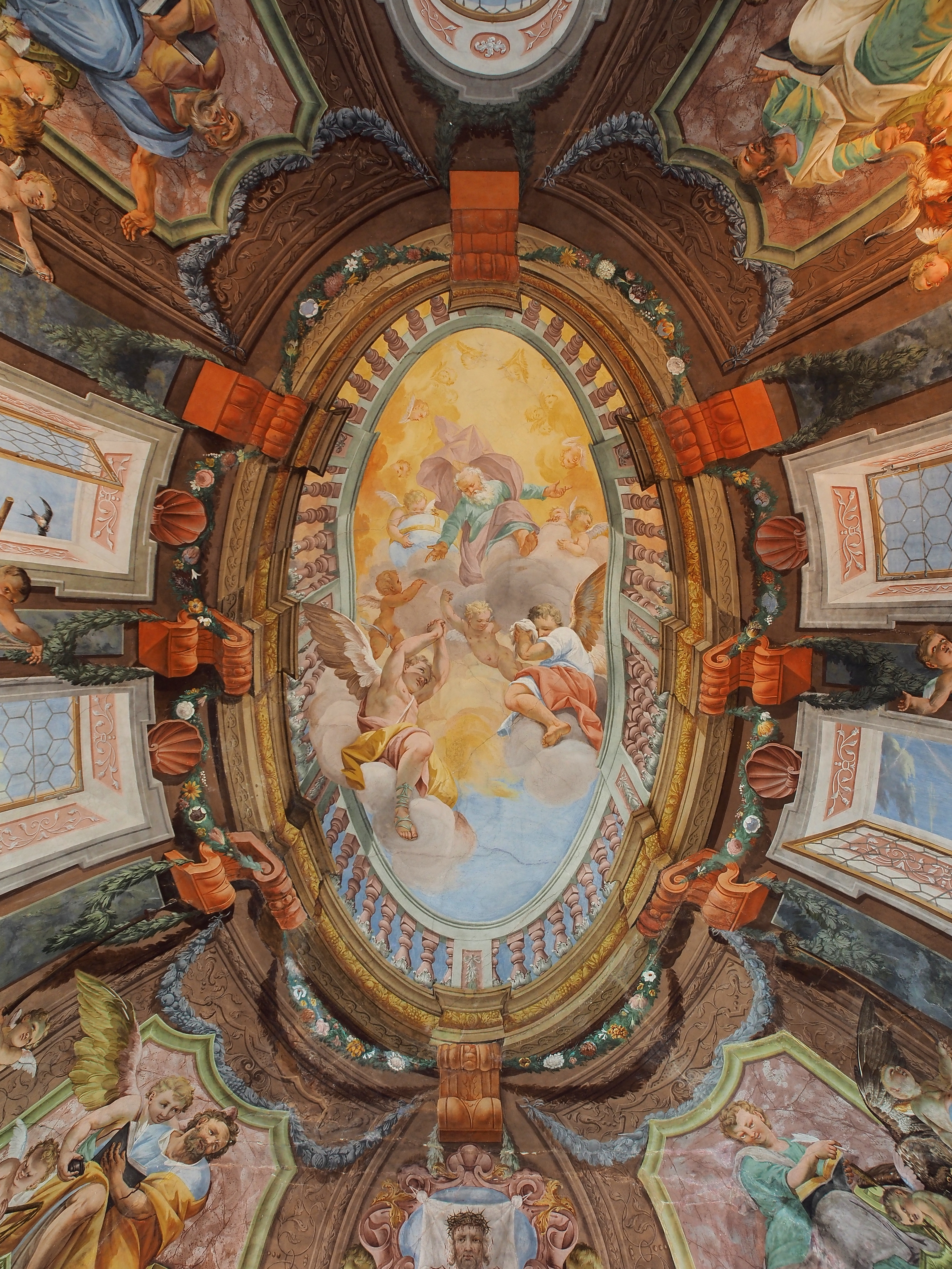
Soffitto affrecato della cappella.

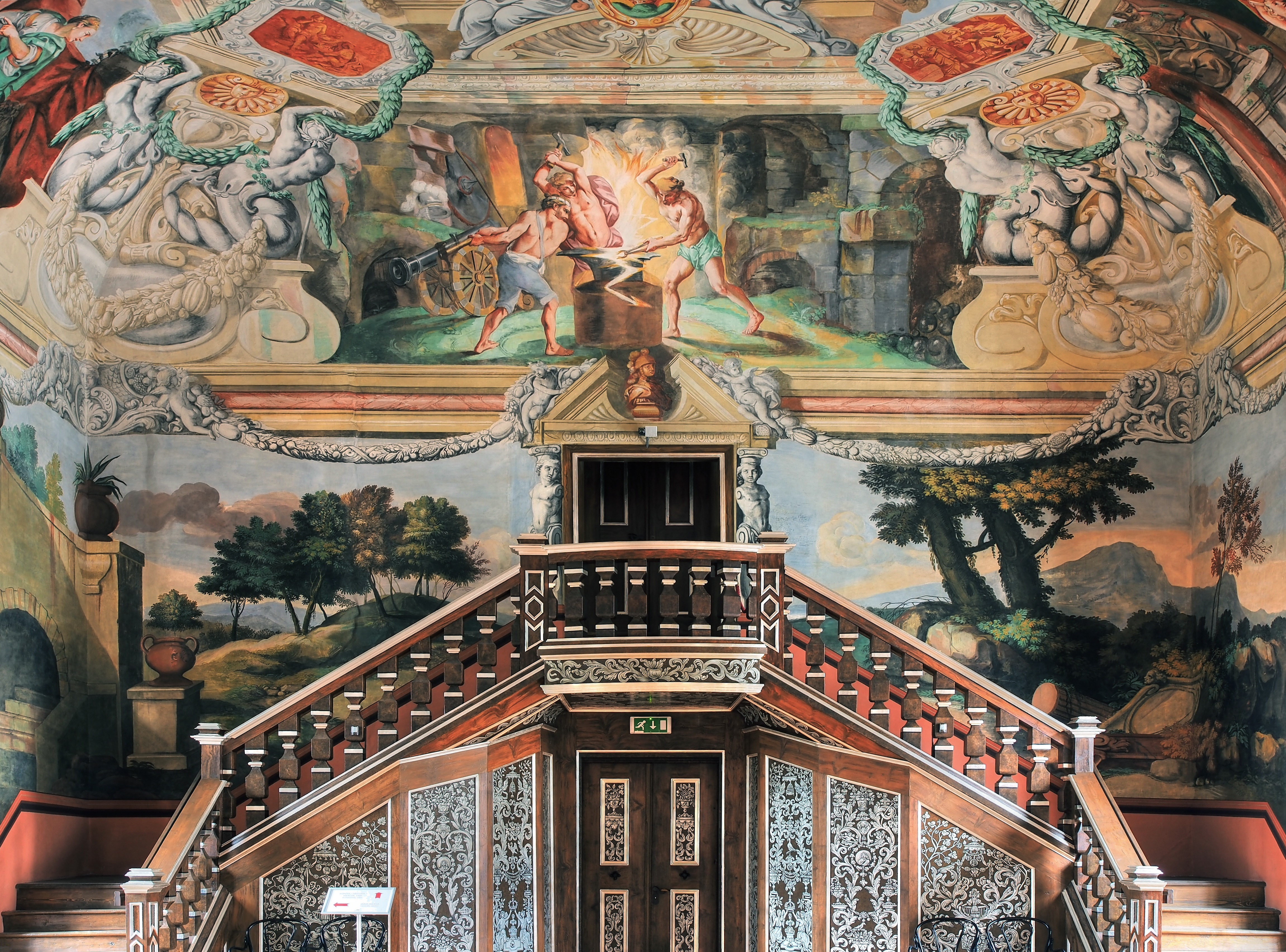
Parete settentrionale della sala dei cavalieri.

Una prima fortificazione in legno era presente nel sito molto prima del 1241, quando Brežice (allora nota come Gradišče) fu menzionata per la prima volta. Un castrum è documentato per la prima volta nel 1249. Il predecessore dell'attuale castello, fu probabilmente costruito alla fine del XII secolo, quando Brežice divenne il centro amministrativo ed economico dei possedimenti del Principato arcivescovile di Salisburgo nella bassa valle della Sava. Oltre alla guarnigione, il castello ospitava anche la zecca e le camere giurisdizionali. Il castello era allora conosciuto con il nome tedesco Rain, così come l'insediamento circostante (che significava anche "rive del fiume").
Nel 1479 la zona di Brežice fu coinvolta in una guerra tra l'imperatore Federico III d'Asburgo e il re ungherese Mattia Corvino; le forze del re presero il castello dal vescovado di Salisburgo e lo occuparono fino alla firma di un trattato di pace nel 1491, quando fu trasferito agli Asburgo.
Durante la grande rivolta contadina del 1515, la nobiltà locale della Carniola chiese aiuto al bano della Croazia, che inviò una forza militare guidata dal cavaliere Marko di Klisa. Durante il viaggio, il cavaliere catturò circa 500 mogli e figli dei contadini ribelli e li vendette in schiavitù nel litorale croato. Una forza di 900 contadini si riunì a Brežice, in attesa di ser Marko, che bruciò la città prima di ritirarsi nel castello, che i ribelli infuriati presero d'assalto, uccidendo lui e i suoi fedeli prima di bruciarlo.

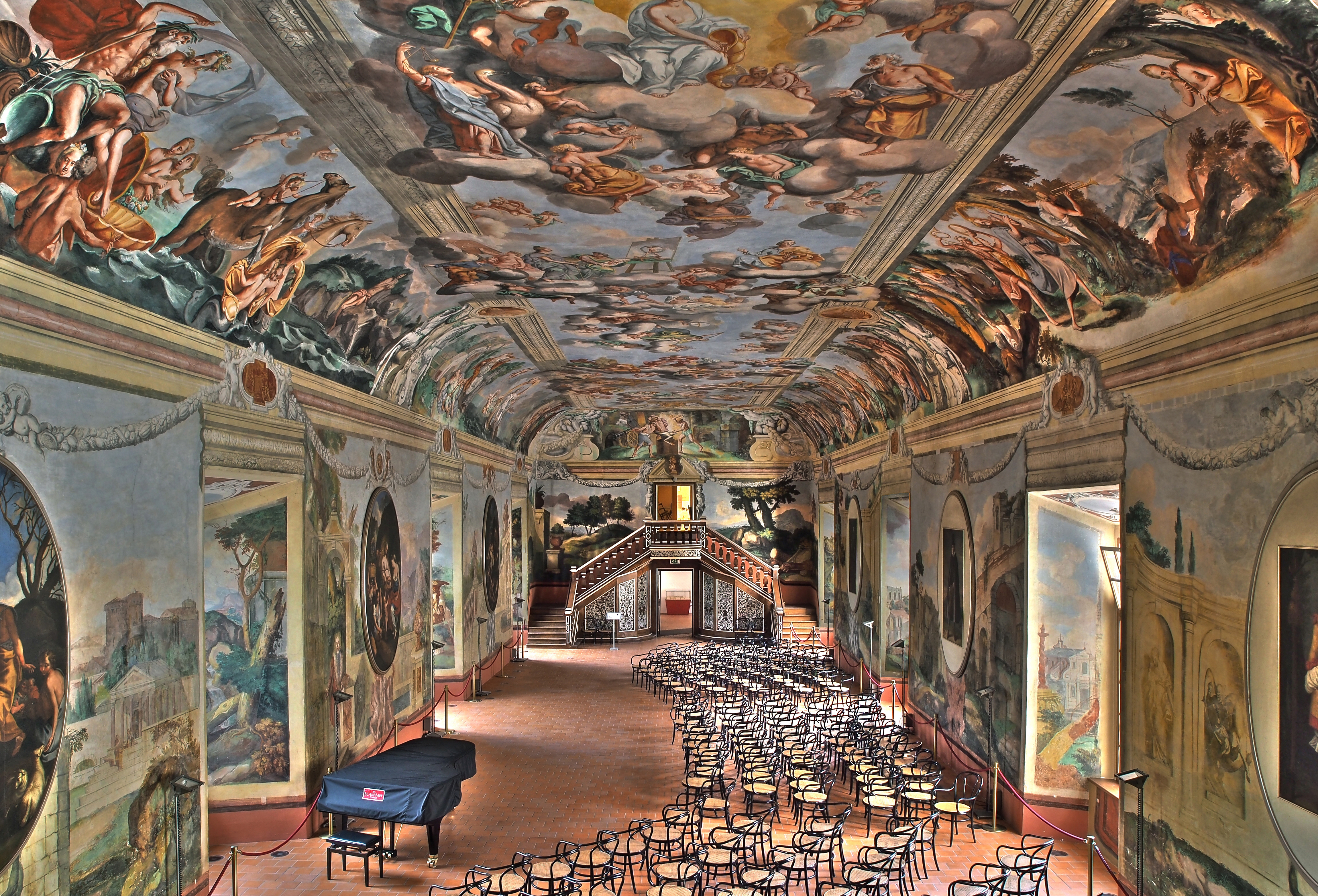
Sala dei cavalieri.

Il castello fu sottoposto a restauri fino al 1528, quando fu nuovamente bruciato. A causa dell'intensificarsi delle incursioni turche, gli Asburgo iniziarono un rapido programma di costruzione, destinato a fortificare la Marca di confine. Il 22 gennaio 1529, l'imperatore Ferdinando I approvò una spesa di 3 000 fiorini per la costruzione di un nuovo castello e la fortificazione della città. Tra il 1530 e il 1551, i capomastri italiani demolirono le rovine del vecchio castello ed eressero gli elementi principali dell'attuale struttura, composta da quattro torri difensive collegate da doppie mura difensive. Tra gli architetti vi fu anche Julio Dispatio di Merano. Nel 1554-1555 lavorarono al castello gli importanti costruttori rinascimentali e i fratelli Andrea e Domenico dell'Allio. Una stele armoriale integrata nella facciata attesta che l'opera fu completata nel 1590 dal nobile franco Gall von Gallenstein.
Oltre a sopravvivere alle incursioni turche, il castello fu l'unica fortezza nella bassa valle della Sava a resistere nel 1573 ad una nuova rivolta contadina, guidata da Ilija Gregorič. Le torri angolari furono difese da tre cannoni ciascuna, impedendo un'azione ravvicinata.

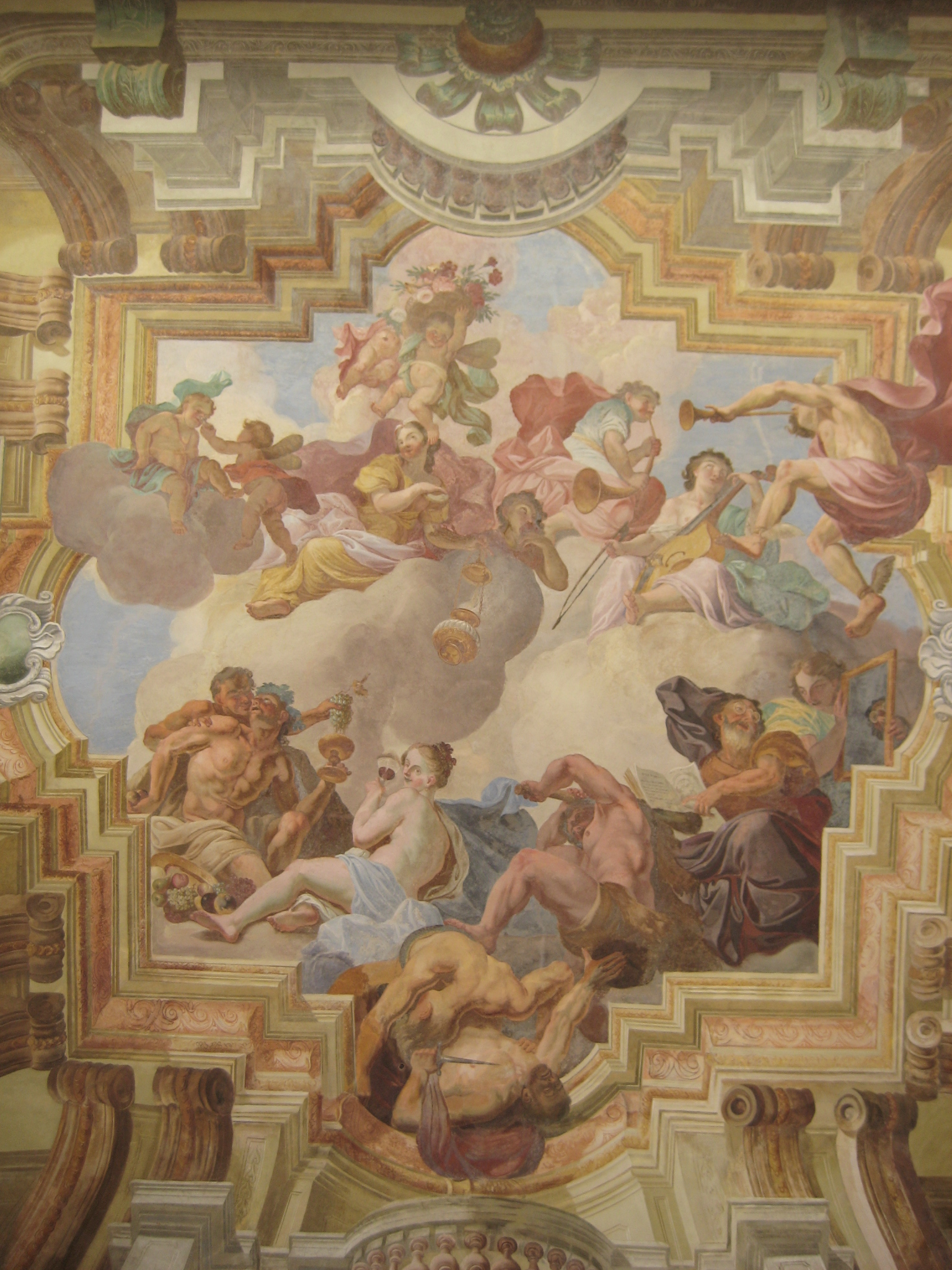
Affresco del soffitto della grande sala

A metà del XVII secolo, il castello passò dalle mani dei von Gallenstein alla nobile casa croata dei Frankopan. Dopo la morte di Giuliana di Frankopan nel 1694, i suoi eredi vendettero il castello al conte Ignatz Maria Attems, che arredò il castello con le attuali decorazioni interne, tra cui ampi affreschi trompe-l'œil. Le immagini sulle pareti della grande sala ripercorrono l'evoluzione dell'architettura dall'antichità fino al Rinascimento, mentre sul soffitto si trovano scene della mitologia greca e romana.
Oltre a riempire i fossati, venne costruita una terrazza sotto l'ala sud, lasciando spazio a frutteti e giardini. Intorno al 1720 l'ala ovest fu ristrutturata e tra il 1715 e il 1732 è stata costruita una grande scalinata e una cappella, le cui pareti sono state decorate dal pittore stiriano Franc Ignac Flurer. Gli Attems fecero ristrutturare il castello nella seconda metà del XVIII secolo; le torri furono contemporaneamente dotate di tetti a mansarda.
Il castello fu gravemente danneggiato dal terremoto che colpì la città di Brežice il 29 gennaio 1917, durante la prima guerra mondiale, periodo in cui il grande salone fungeva da ospedale militare. I conti Attems mantennero la proprietà del castello per un totale di 251 anni, fino alla sua nazionalizzazione nel 1945.
Subito dopo la guerra, il castello fu diviso in appartamenti per 26 famiglie.

## Museo del castello
Nel 1949 il castello divenne la sede del Museo della Bassa Valle della Sava. Il patrimonio del museo iniziò con il suo primo direttore, Franjo Stiplovšek, che li portò da Krško (la collezione Aumann); in seguito furono ampliati e divisi in mostre archeologiche, etnologiche e storiche (l'ultima incentrata sulla rivolta contadina). Venne allestita anche una galleria dedicata ai dipinti ad olio stranieri e nazionali.
Il castello è spesso sede di eventi culturali, tra cui i concerti del Festival di Brežice. La grande sala è anche un luogo popolare per i matrimoni. Il piano interrato del castello è occupato dal 1946 da una cantina per vini (in sloveno: Grajska Klet).
Il castello e in particolare la pittoresca Sala dei Cavalieri vennero utilizzati per le riprese di numerosi film stranieri nel periodo immediatamente precedente la dissoluzione della Jugoslavia. I più noti furono Armour of God, diretto da Jackie Chan nel 1986, seguito da Quella sporca dozzina - Missione mortale del 1987 e Rosencrantz e Guildenstern sono morti del 1990.

## Architettura

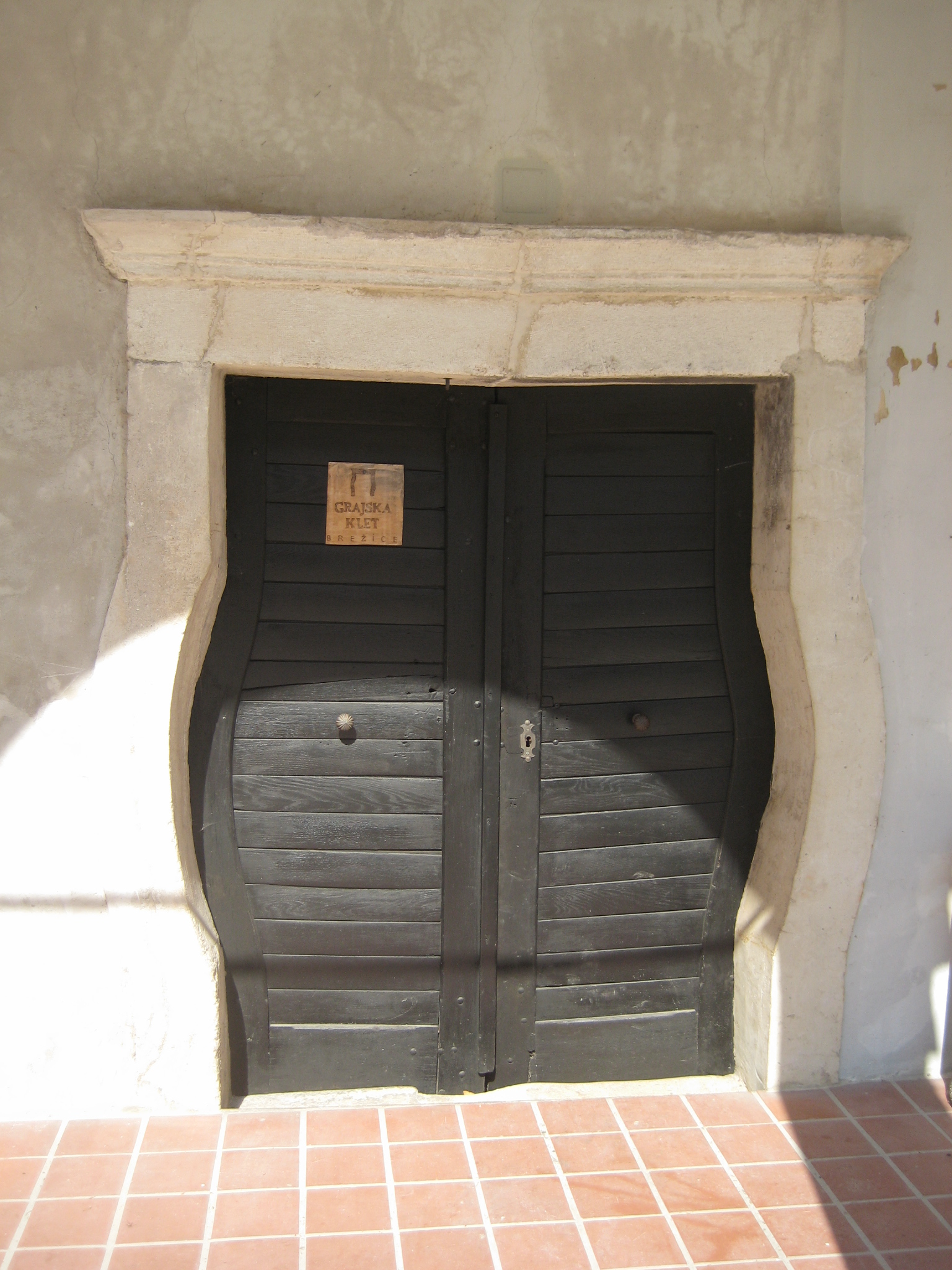
Porta arcuata

Il castello è un ottimo esempio di fortificazione rinascimentale di pianura, e mantiene la sua pianta trapezoidale cinquecentesca. I documenti suggeriscono che la costruzione avvenne in tre fasi: tra il 1530 e il 1550, la fortezza di base prese forma, con quattro torri angolari collegate da mura; tra il 1567 e il 1579, quando furono aggiunti i tratti est e ovest; e, infine, tra il 1586 e il 1590 o 1601, il tratto settentrionale e i passaggi interni porticati.
La struttura si sviluppa su due piani, così come il seminterrato scavato nella roccia. Il castello un tempo possedeva anche un fossato e un ponte levatoio, ma anche se le catene del ponte levatoio rimangono, entrambe sono state rimosse dopo che il corso del fiume Sava (che aveva riempito il fossato) si è allontanato nel corso dei secoli.
Il caratteristico portale ad arco è il simbolo della cantina del castello.